# Overland-Tandberg
Overland-Tandberg war ein Technologieunternehmen mit Fokus auf Datenspeicher mit Hauptsitz in San Ramon, Kalifornien.
Das Vorgängerunternehmen Tandberg Data stellte einst Computer-Terminals wie das TDV 2200, Tastaturen sowie andere Hardware her. Das Unternehmen war spezialisiert auf Streamer (Bandlaufwerke) und der einzige verbliebene Hersteller von Laufwerken für die Formate QIC (auch als SLR bezeichnet) und VXA, produziert aber auch LTO-Laufwerke, Tape-Libraries/Autoloader, NAS-Geräte und RDX-Wechsellaufwerke.

## Tandberg in Deutschland
Tandberg Data ist mit der Tandberg Data GmbH mit Hauptsitz in Dortmund in Deutschland vertreten.

## Geschichte

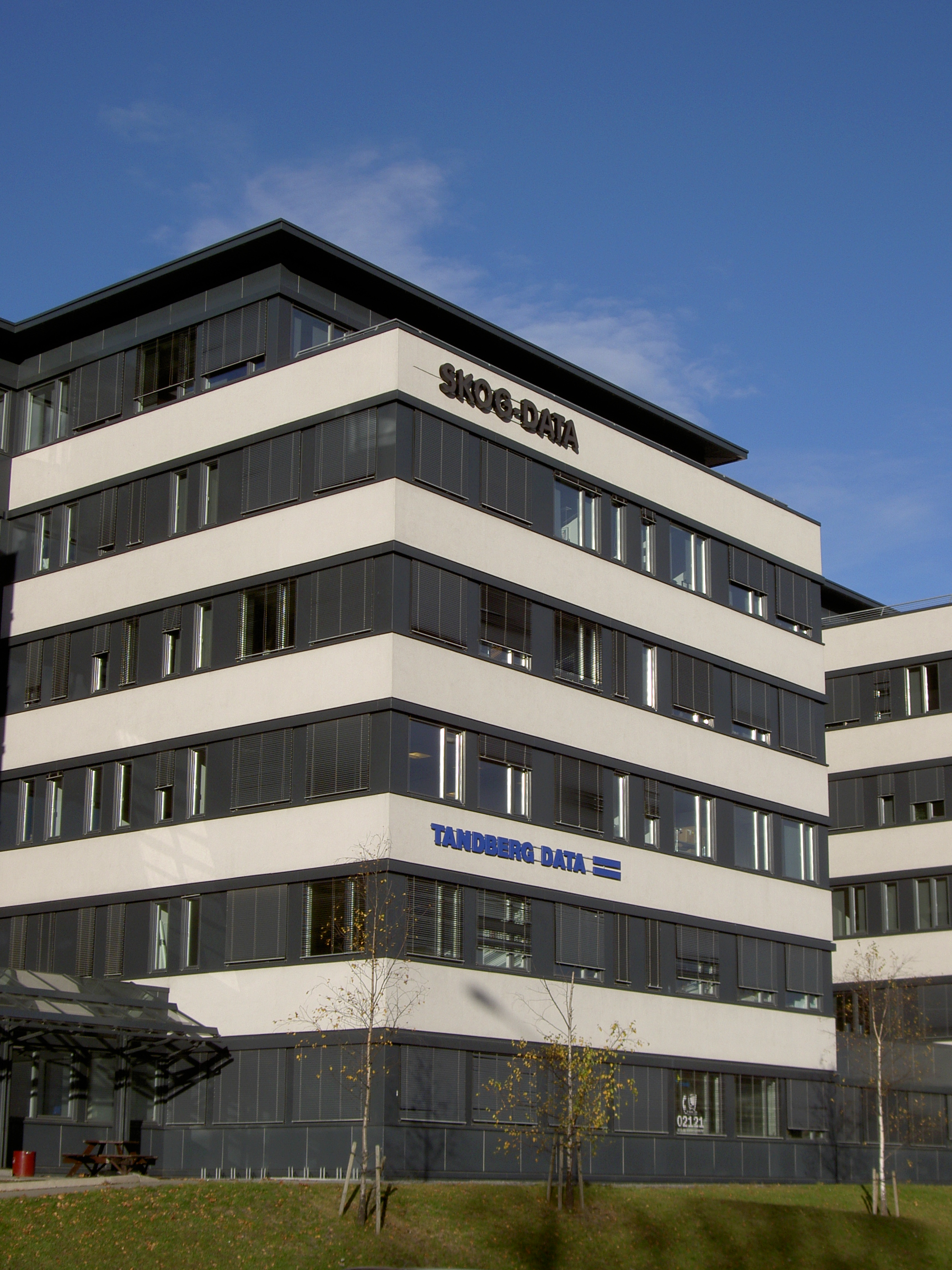
Büros von Tandberg Data in Hasle, Oslo (2007)

Tandbergs Radiofabrikk wurde am 25. Januar 1933 von Vebjørn Tandberg in Oslo gegründet. 1970 fertigte Tandberg die ersten eigenen Data-Bandlaufwerke. 1979 wurde die ursprüngliche Tandbergs Radiofabrikk nach einem Konkurs in verschiedene Unternehmen aufgeteilt, eines der neuen Unternehmen war Tandberg Data.
1981 war Tandberg Gründungsmitglied des QIC Committee zur Standardisierung von Schnittstellen und Aufzeichnungsformaten, und produzierte die ersten eigenen Bandlaufwerke für Daten.
1984 ging Tandberg Data an die Börse.
2003 wurden Tandberg Storage und die Tochtergesellschaft O-Mass in separate Unternehmen unterteilt und an der Osloer Börse gelistet. Tandberg Data wurde mit einem Anteil von 33,48 % der Aktien von Tandberg Storage der größte Anteilseigner.
Am 30. August 2006 kaufte Tandberg Data die Vermögenswerte von Exabyte Corporation und damit das VXA-Datensicherungsformat. Als gemeinsamer Umsatz wurden 215 Mio. USD für 2006 erwartet.
Am 15. Mai 2007 verkaufte Tandberg Data alle Aktien von Tandberg Storage. Am 12. September 2008 verkündete Tandberg Data Tandberg Storage zurückzukaufen.
Am 24. April 2009 stellten Tandberg Data ASA und Tandberg Storage Insolvenzantrag. Am 19. Mai 2009 gründete Tandberg Data die Dachgesellschaft TAD Holding AS, die Eigentümerin aller Tochterunternehmen von Tandberg Data und Tandberg Storage wurde. Cyrus Capital wurde der größte Anteilseigner. Der Geschäftsbetrieb in Norwegen wurde durch die neugegründete Tandberg Data Norge AS fortgesetzt.
Im Mai 2011 übernahm Tandberg Data das RDX-Wechselplattensystem von ProStor Systems.
Am 22. Januar 2014 wurde Tandberg Data von Overland Storage übernommen. Overland Storage selbst wurde Ende 2014 von der Sphere 3D Corp. übernommen, als dessen Tochterunternehmen heute (2016) beide firmieren.
Im Oktober 2024 meldete das Unternehmen Overland-Tandberg eine strategische Neuausrichtung. Das Geschäft mit LTO-Magnetbandarchivsystemen sollte aufgegeben werden und es wollte sich auf das Backup-System RDX konzentriert.
Im November 2024 meldete die Tandberg Data GmbH allerdings dem zuständigen Amtsgericht Dortmund ihre Insolvenz; die Firma wurde im Januar 2025 liquidiert. Am 2. Januar 2025 hat die Tandberg Data GmbH in Dortmund die Insolvenz eröffnet und der Betrieb wird stillgelegt. Am 20. Februar wurde der Betrieb der Firma komplett eingestellt.